# 施洗者圣约翰 (达芬奇)
《施洗者圣约翰》是意大利画家列奥纳多·达·芬奇的画板油画，作於1513年—1516年间，画面显示《圣经》中施洗者圣约翰。现藏于法国巴黎卢浮宫。與達文西手稿中的色情插畫《肉身天使》（Angelo Incarnato），兩件作品的畫面非常一致，可能有一定的關聯性。

## 內容
施洗者聖約翰的完成年代是有爭議的 。安東尼奧·德·貝蒂斯（Antonio de Beatis）在達文西於克洛呂塞城堡的工作室中看到過它；他的日記紀載的日期最後為1517年10月17日。
傳統上，這幅畫被認為是達文西的最後一幅作品，可追溯到1513年至1516年。列奧納多的暈染技術在這裡被認為已經達到了頂峰。然而，一些專家將聖約翰的手與《大西洋古抄本》中一名學生的類似作品進行了比較，將這幅畫的創作時間定為1509年左右。這個姿勢也與喬瓦尼·弗朗切斯科·魯斯蒂奇（Giovanni Francesco Rustici）在1510年後為佛羅倫斯聖若翰洗者洗禮堂完成的同一主題雕塑相似。據信達文西為魯斯蒂奇的委託提供了技術建議；一位藝術家可能會透過姿勢的想法影響另一位藝術家。

## 同名作品
- 施洗者圣约翰 (提香)

## 参看
- 施洗者圣约翰
- 列奥纳多·达·芬奇
- 卢浮宫